# Station Obaix-Buzet

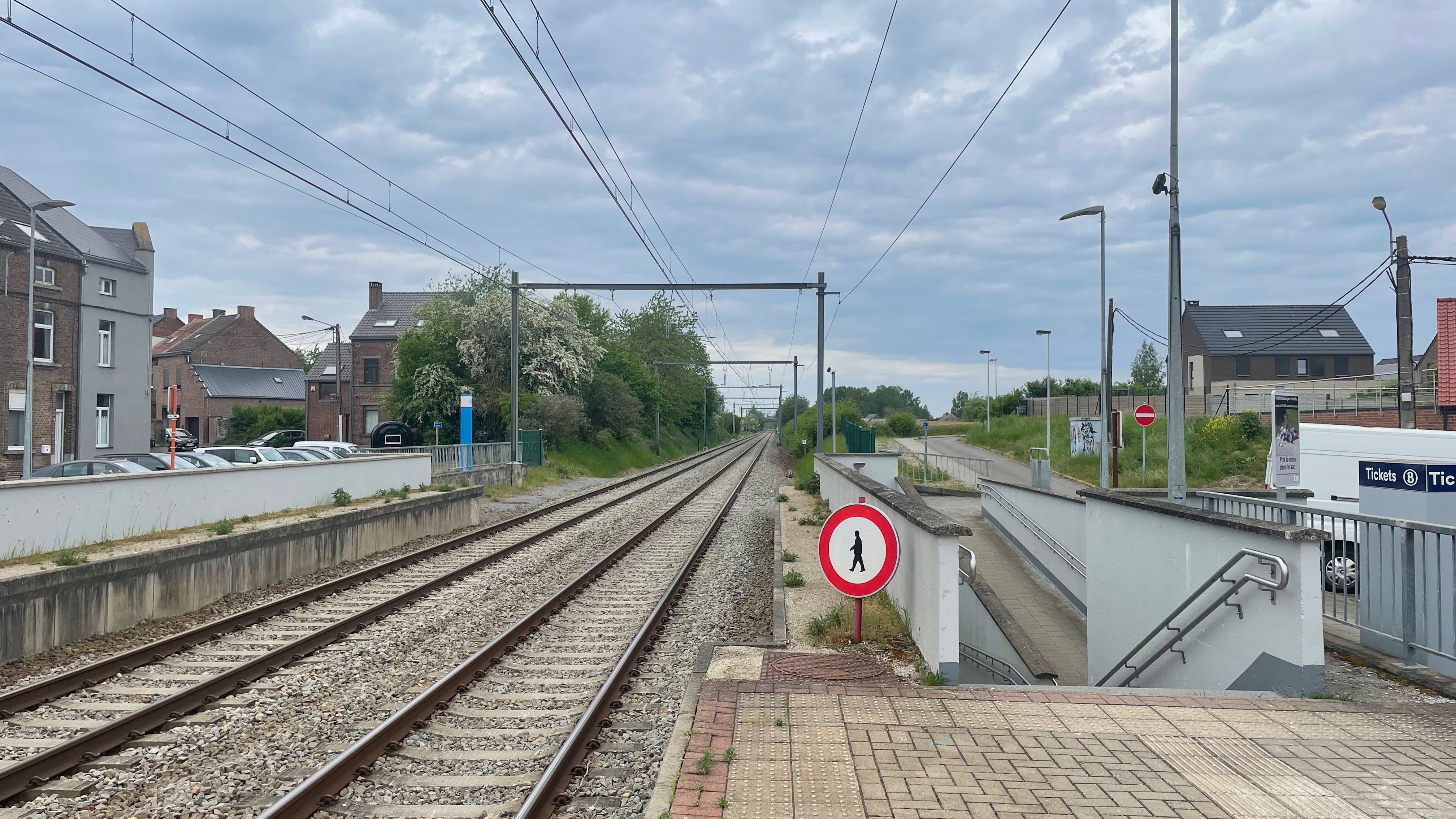
Station Obaix-Buzet

Station Obaix-Buzet is een spoorwegstation langs spoorlijn 124 (Brussel - Charleroi) op de grens van Obaix en Buzet twee deelgemeenten van Pont-à-Celles. Het is nu een stopplaats.

## Treindienst
| Serie       | Treinsoort          | Route | Bijzonderheden                                |
| ----------- | ------------------- | --- | --------------------------------------------- |
| S 19        | GEN (NMBS)          | [ Leuven – ] Brussels Airport-Zaventem – Brussel-Luxemburg – Eigenbrakel – Nijvel – Obaix-Buzet – Charleroi-Centraal | Rijdt in het weekend tussen Leuven en Nijvel. |
| P 7720/8720 | Piekuurtrein (NMBS) | Jemeppe-sur-Sambre – Charleroi-Centraal – Obaix-Buzet – Brussel-Zuid – Schaarbeek                                    | Rijdt alleen op werkdagen.                    |

## Reizigerstellingen
De grafiek en tabel geven het gemiddeld aantal instappende reizigers weer op een week-, zater- en zondag.
| Tabel: aantal instappende reizigers station Obaix-Buzet | Tabel: aantal instappende reizigers station Obaix-Buzet | Tabel: aantal instappende reizigers station Obaix-Buzet | Tabel: aantal instappende reizigers station Obaix-Buzet |
|                                                         | Weekdag                                                 | Zaterdag                                                | Zondag                                                  |
| ------------------------------------------------------- | ------------------------------------------------------- | ------------------------------------------------------- | ------------------------------------------------------- |
| 1977                                                    | 370                                                     | 80                                                      | 79                                                      |
| 1978                                                    | 319                                                     | 67                                                      | 46                                                      |
| 1979                                                    | 308                                                     | 121                                                     | 53                                                      |
| 1980                                                    | 284                                                     | 88                                                      | 50                                                      |
| 1981                                                    | 245                                                     | 81                                                      | 87                                                      |
| 1982                                                    | 264                                                     | 95                                                      | 67                                                      |
| 1983                                                    | 245                                                     | 82                                                      | 46                                                      |
| 1984                                                    | 257                                                     | 49                                                      | 40                                                      |
| 1985                                                    | 245                                                     | 70                                                      | 42                                                      |
| 1986                                                    | 198                                                     | 54                                                      | 41                                                      |
| 1987                                                    | 224                                                     | 63                                                      | 44                                                      |
| 1988                                                    | 174                                                     | -                                                       | 2                                                       |
| 1989                                                    | 163                                                     | -                                                       | -                                                       |
| 1990                                                    | 203                                                     | 1                                                       | -                                                       |
| 1991                                                    | 195                                                     | 1                                                       | 1                                                       |
| 1992                                                    | 214                                                     | 1                                                       | 1                                                       |
| 1993                                                    | 204                                                     | 2                                                       | 2                                                       |
| 1994                                                    | 213                                                     | 1                                                       | 2                                                       |
| 1995                                                    | 202                                                     | 1                                                       | 3                                                       |
| 1996                                                    | 188                                                     | -                                                       | -                                                       |
| 1997                                                    | 152                                                     | -                                                       | -                                                       |
| 1998                                                    | 173                                                     | -                                                       | -                                                       |
| 1999                                                    | 120                                                     | -                                                       | -                                                       |
| 2000                                                    | 99                                                      | -                                                       | -                                                       |
| 2001                                                    | 99                                                      | -                                                       | -                                                       |
| 2002                                                    | 94                                                      | -                                                       | -                                                       |
| 2003                                                    | 121                                                     | -                                                       | -                                                       |
| 2004                                                    | 117                                                     | -                                                       | -                                                       |
| 2005                                                    | 118                                                     | -                                                       | -                                                       |
| 2006                                                    | 151                                                     | -                                                       | -                                                       |
| 2007                                                    | 142                                                     | -                                                       | -                                                       |
| 2008                                                    | -                                                       | -                                                       | -                                                       |
| 2009                                                    | 133                                                     | -                                                       | -                                                       |
| 2010                                                    | -                                                       | -                                                       | -                                                       |
| 2011                                                    | -                                                       | -                                                       | -                                                       |
| 2012                                                    | 147                                                     | -                                                       | -                                                       |
| 2013                                                    | 126                                                     | -                                                       | -                                                       |
| 2014                                                    | 102                                                     | -                                                       | -                                                       |
| 2015                                                    | 167                                                     | -                                                       | -                                                       |
| 2016                                                    | 179                                                     | -                                                       | -                                                       |
| 2017                                                    | 193                                                     | -                                                       | -                                                       |
| 2018                                                    | 204                                                     | -                                                       | -                                                       |
| 2019                                                    | 184                                                     | -                                                       | -                                                       |
| 2020                                                    | 112                                                     | -                                                       | -                                                       |
| 2021                                                    | -                                                       | -                                                       | -                                                       |
| 2022                                                    | 217                                                     | -                                                       | -                                                       |
| 2023                                                    | 246                                                     | -                                                       | -                                                       |
| 2024                                                    | 200                                                     | -                                                       | -                                                       |

0,0: Brussel-Zuid ·
2,1: Vorst-Oost ·
4,0: Ukkel-Stalle ·
5,6: Ukkel-Kalevoet ·
7,8: Linkebeek ·
9,1: Holleken ·
11,4: Sint-Genesius-Rode ·
12,6: De Hoek ·
15,5: Waterloo ·
18,8: Eigenbrakel ·
23,4: Lillois ·
28,1: Baulers ·
29,3: Nijvel ·
33,6: Bois-de-Nivelles ·
37,0: Obaix-Buzet ·
40,9: Luttre ·
43,4: La Chaussée ·
46,5: Courcelles-Motte ·
48,7: Roux ·
49,5: Monceau ·
52,9: Marchienne-au-Pont ·
53,7: Marchienne-Oost ·
55,9: Charleroi-Centraal